# 石炭桟橋
石炭桟橋（せきたんさんばし）は、船舶に石炭をに積み込むための施設を備えた桟橋。
鉄道輸送で使用する石炭桟橋は、道床下部に空間を設けたり擁壁を設置しない高架橋（線路を敷設）が設置されたものを指す。桟橋の名称であるが地上部にある。石炭車で編成された貨物列車で到着し、この高架橋に入線した貨車（石炭専用のホッパ車）の底部や側面を開いて石炭を桟橋の下まで落下させ、重機やベルトコンベアーによって集積して船に搭載したり工場へ運び込む。重機を使用する場合は、列車から落下した石炭を集めるのに特に広い敷地を必要とするため，岸壁の脇には設置されない。
日本で21世紀まで稼働した事例として、太平洋石炭販売輸送臨港線知人駅設置のもの（釧路コールマイン産出の石炭を輸送、2019年廃止）がある。